# Tocaima (ort)
Tocaima är en ort i Colombia.   Den ligger i departementet Cundinamarca, i den centrala delen av landet, 60 km väster om huvudstaden Bogotá. Tocaima ligger 401 meter över havet och antalet invånare är 10 235.
Terrängen runt Tocaima är huvudsakligen kuperad, men åt sydväst är den platt. Runt Tocaima är det ganska tätbefolkat, med 104 invånare per kvadratkilometer. Närmaste större samhälle är Agua de Dios, 9,9 km söder om Tocaima. Omgivningarna runt Tocaima är huvudsakligen savann.